# Discografia de Darren Hayes
A discografia solo de Darren Hayes inclui seis álbuns de estúdio, mais de duas dezenas de singles, um EP ao vivo e outros lançamentos.
Entre 2002 e 2006, Hayes esteve em contrato com a Sony Music, pela qual realizou todos os seus lançamentos, até o lançamento do single "So Beautiful". 
Em 2007, o cantor abriu o selo independente Powdered Sugar, pelo qual lançou seu terceiro trabalho solo, o álbum duplo This Delicate Thing We've Made, e seus trabalhos posteriores. 
Seu single mais recente é a faixa "Feels Like It's Over", de 2023.

## Álbuns
| Ano  | Título                         | Informações                                                                                      | Posições nas paradas | Posições nas paradas | Posições nas paradas | Posições nas paradas | Posições nas paradas | Posições nas paradas | Posições nas paradas | Posições nas paradas |
| Ano  | Título                         | Informações                                                                                      | AUS                  | DIN                  | FIN                  | NZ                   | SUE                  | SUI                  | UK                   | EUA                  |
| ---- | ------------------------------ | ------------------------------------------------------------------------------------------------ | -------------------- | -------------------- | -------------------- | -------------------- | -------------------- | -------------------- | -------------------- | -------------------- |
| 2002 | Spin                           | - Lançamento: 18 de março de 2002 - Selo: Columbia Records - Formato: CD, Cassete                | 3                    | 8                    | 10                   | 22                   | 7                    | 39                   | 2                    | 35                   |
| 2004 | The Tension and the Spark      | - Lançamento: 13 de setembro de 2004 - Selo: Columbia Records - Formato: CD, Cassete             | 8                    | —                    | —                    | —                    | 32                   | —                    | 13                   | —                    |
| 2007 | This Delicate Thing We've Made | - Lançamento: 20 de agosto de 2007 - Selo: Powdered Sugar - Formatos: CD duplo, Download digital | 19                   | —                    | —                    | —                    | —                    | —                    | 14                   | —                    |
| 2011 | Secret Codes and Battleships   | - Lançamento: 21 de outubro de 2011 - Selo: Mercury Records - Formatos: CD, LP, Download digital | 10                   | —                    | —                    | —                    | —                    | —                    | 29                   | —                    |
| 2022 | Homosexual                     | - Lançamento: 7 de outubro de 2022 - Selo: Powdered Sugar - Formatos: CD, LP, Download digital   | —                    | —                    | —                    | —                    | —                    | —                    | 82                   | —                    |

### Álbuns em parceria
| Ano  | Detalhes                                                         |
| ---- | ---------------------------------------------------------------- |
| 2009 | We Are Smug (com Robert Conley) - Formatos: Download digital, CD |

### EPs
| Ano  | Notas                               |
| ---- | ----------------------------------- |
| 2002 | Too Close For Comfort - Formato: CD |

### Audiolivro
| Ano  | Notas                                         |
| ---- | --------------------------------------------- |
| 2024 | Unlovable - Formatos: eBook, Áudio e Impresso |

## Singles
| Ano  | Single                                | AUS | LET | NZ | SUE | UK  | EUA A.C. | EUA Dance | Álbum                          |
| ---- | ------------------------------------- | --- | --- | -- | --- | --- | -------- | --------- | ------------------------------ |
| 2002 | "Insatiable"                          | 3   | 21  | 1  | 8   | 8   | 16       | 11        | Spin                           |
| 2002 | "Strange Relationship"                | 16  | 36  | 44 | 25  | 15  | —        | —         | Spin                           |
| 2002 | "I Miss You"                          | 25  | 30  | —  | 28  | 20  | —        | —         | Spin                           |
| 2002 | "Crush (1980 Me)"                     | 19  | 16  | —  | 55  | 19  | —        | —         | Spin                           |
| 2004 | "Pop!ular"                            | 3   | 39  | —  | 30  | 12  | —        | 1         | The Tension and the Spark      |
| 2004 | "Darkness"                            | 40  | —   | —  | —   | —   | —        | —         | The Tension and the Spark      |
| 2005 | "So Beautiful"                        | 7   | 2   | —  | 55  | 15  | 27       | —         | Truly Madly Completely         |
| 2007 | "Step Into The Light" a               | —   | —   | —  | —   | —   | —        | 5         | This Delicate Thing We've Made |
| 2007 | "On the Verge of Something Wonderful" | 29  | —   | —  | —   | 20  | —        | —         | This Delicate Thing We've Made |
| 2007 | "Me, Myself and (I)"                  | —   | —   | —  | —   | 59  | —        | —         | This Delicate Thing We've Made |
| 2008 | "Casey" b                             | —   | —   | —  | —   | 108 | —        | —         | This Delicate Thing We've Made |
| 2011 | "Talk Talk Talk"                      | 79  | —   | —  | —   | —   | —        | —         | Secret Codes and Battleships   |
| 2011 | "Bloodstained Heart"                  | 80  | —   | —  | —   | 181 | —        | —         | Secret Codes and Battleships   |
| 2011 | "Black out the Sun"                   | —   | —   | —  | —   | 101 | —        | —         | Secret Codes and Battleships   |
| 2012 | "Stupid Mistake"                      | —   | —   | —  | —   | —   | —        | —         | Secret Codes and Battleships   |
| 2014 | "Wrecking Ball" b                     | —   | —   | —  | —   | —   | —        | —         | Secret Codes and Battleships   |
| 2022 | "Let's Try Being In Love"             | —   | —   | —  | —   | —   | —        | —         | Homosexual                     |
| 2022 | "Do You Remember?" b                  | —   | —   | —  | —   | —   | —        | —         | Homosexual                     |
| 2022 | "Poison Blood" b                      | —   | —   | —  | —   | —   | —        | —         | Homosexual                     |
| 2022 | "All You Pretty Things" b             | —   | —   | —  | —   | —   | —        | —         | Homosexual                     |
| 2023 | "Feels Like It's Over" b              | —   | —   | —  | —   | —   | —        | —         | Homosexual                     |

Notas:
a Lançado promocionalmente para clubes.
b Lançados por download digital somente.

### Singles promocionais
| Ano  | Música                   | Álbum                          |
| ---- | ------------------------ | ------------------------------ |
| 2001 | "Dirty"                  | Spin                           |
| 2004 | "Unlovable"              | The Tension and The Spark      |
| 2005 | "California"             | Truly Madly Completely         |
| 2007 | "Who Would Have Thought" | This Delicate Thing We've Made |

## Colaborações
| Ano  | Faixa                                    | Notas                        | Álbum                                               |
| ---- | ---------------------------------------- | ---------------------------- | --------------------------------------------------- |
| 1999 | "Last Christmas"                         | Cover da banda Wham!         | Rosie O' Donnell - A Rosie Christmas                |
| 2000 | "O Sole Mio"                             | Dueto com Pavarotti          | Pavarotti & Friends for Cambodia and Tibet          |
| 2000 | "All You Need Is Love"                   | Com vários artistas          | Pavarotti & Friends for Cambodia and Tibet          |
| 2001 | "What's Going On"                        | Com vários artistas          | Artists Against AIDS                                |
| 2002 | "Lift Me Up"                             | Dueto com Olivia Newton-John | (2)                                                 |
| 2004 | "Strange Magic"                          | Música inédita               | Ella Enchanted - Trilha Sonora                      |
| 2008 | "When You Say You Love Me"               | Com Human Nature             | A Symphony of Hits                                  |
| 2010 | "Not Even Close"                         | Cover do cantor Tim Finn     | He Will Have His Way - The Songs of Tim & Neil Finn |
| 2011 | "Love Hangover"                          | Com Wayne G                  | Remixxer                                            |
| 2017 | "Wish U Heaven"                          | Cover do cantor Prince       | Wish U Heaven - Tribute Compilation To Prince       |
| 2019 | "I Never Cried So Much In My Whole Life" | Com Cub Sport                | Single                                              |
| 2021 | "The Look of Love"                       | Cover de Madonna             | Inside The Groove - Podcast                         |
| 2021 | "Cold To Me"                             | Com Louis La Roche           | We're So Different                                  |
| 2023 | "I Want You"                             | Com Peking Duk               | Single                                              |

## DVDs
| Ano  | Título                           | UK | AUS |
| ---- | -------------------------------- | -- | --- |
| 2006 | Too Close For Comfort Tour       | —  | —   |
| 2006 | A Big Night In With Darren Hayes | —  | —   |
| 2008 | The Time Machine Tour            | 1  | 29  |
| 2009 | This Delicate Film We've Made    | 7  | —   |

Ver também: Discografia de Savage Garden